# Mark A. Milley
Mark Alexander Milley, né le 20 juin 1958 à Winchester (Massachusetts), est un général de l'armée américaine. Il est chef d'État-Major des armées des États-Unis du 30 septembre 2019 au 29 septembre 2023. Il est précédemment notamment commandant de l'ISAF-Joint Command de 2013 à 2014, commandant du United States Army Forces Command (FORSCOM) de 2014 à 2015 et chef d'état-major de l'armée de terre des États-Unis de 2015 à 2019.

## Biographie

### Enfance et éducation
Mark Milley est d'origine irlandaise. Il obtient un Bachelor's degree of Arts en sciences politiques à l'université de Princeton, ainsi qu'un Master of Arts en relations internationales à l'université Columbia. Il obtient en outre un autre Master of Arts en sécurité nationale et études de sécurité du Naval War College.

### Carrière militaire
Milley commence sa carrière d'officier après être passé par la Reserve Officers Training Corps (ROTC).
Avant de servir comme chef d'état-major de l'armée de terre des États-Unis, il sert comme commandant de l'Army Forces Command de 2014 à 2015 et comme commandant du 3e corps d'armée de 2012 à 2014. Il avait auparavant dirigé la 10e division de montagne de novembre 2011 à décembre 2012. Il participe à différents déploiements : force multinationale et observateurs au Sinaï, opération Just Cause, Implementation Force, opération Uphold Democracy, guerre d'Irak et guerre d'Afghanistan.

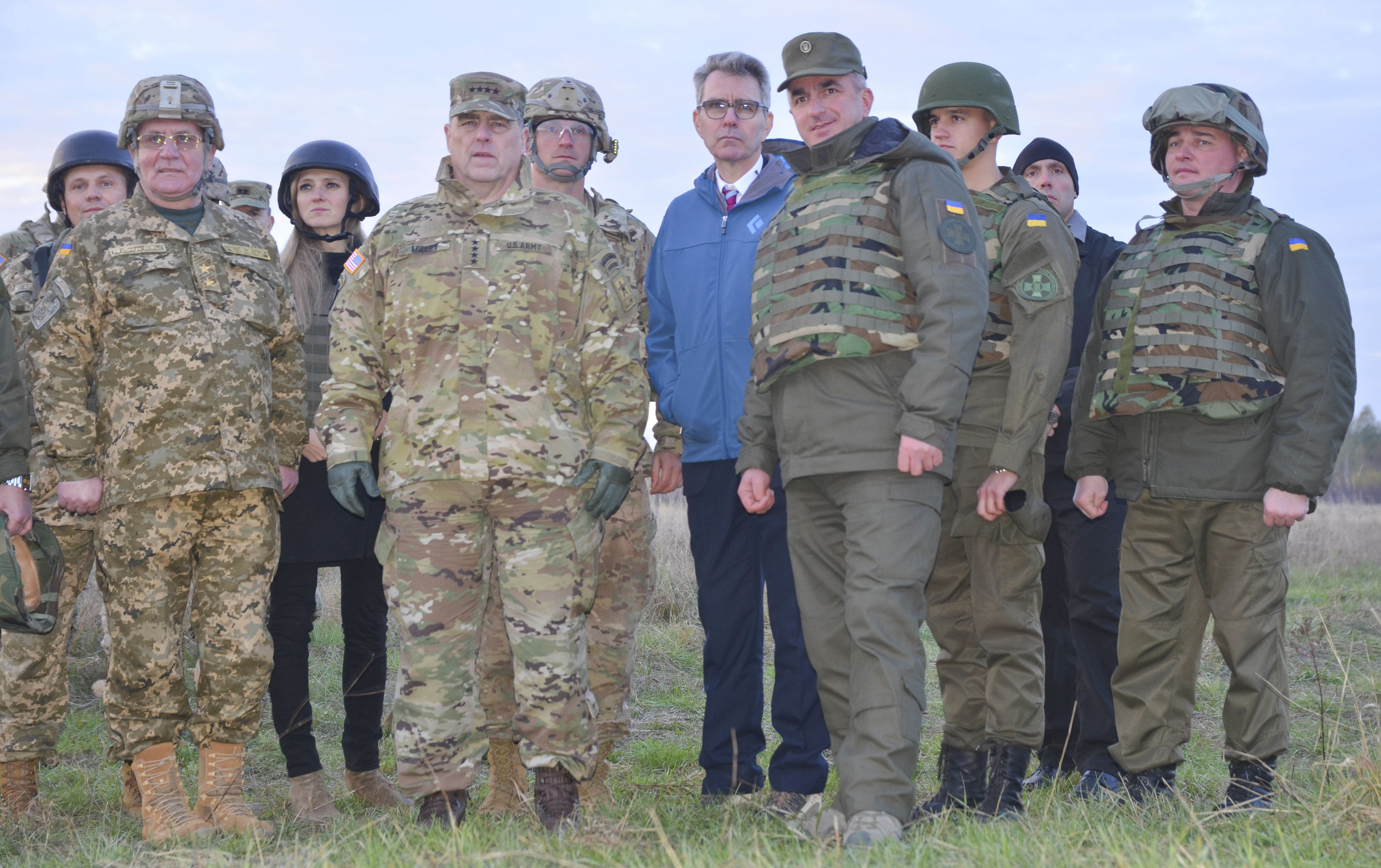
En 2014, opération Fearless Guardian, avec Mykola Balan et l'ambassadeur en Ukraine.

Le 8 décembre 2018, Donald Trump annonce que Mark Milley deviendra le prochain chef d'État-Major interarmées des Forces armées américaines, nomination confirmée le 25 juillet 2019 par un vote de 89 voix contre 1 et 10 abstentions au Sénat. Il prend ses nouvelles fonctions le 1er octobre 2019, succédant à Joseph Dunford.
Le 29 septembre 2021, lors de son audition au Congrès, il affirme que les États-Unis ont « perdu » la guerre d'Afghanistan face aux talibans, contredisant ainsi publiquement les propos des présidents américains Joe Biden et Donald Trump sur le sujet.
Le 16 novembre 2022, le général Mark Milley déclare que le soutien des États-Unis à l'Ukraine n'avait pas diminué, mais que Kiev était en bonne position pour entamer des discussions avec la Russie. Il a précisé  que les lignes de front se sont stabilisées mais que, militairement parlant, la probabilité de chasser les Russes de toute l'Ukraine était peu élevée.
Il a comparé la situation à celle de la Première Guerre mondiale, lorsque les deux camps, alors qu'il y avait déjà eu un million de morts entre août et décembre 1914 et  que la ligne de front était stabilisée, avaient refusé des négociations de paix. Fin 1918, ce sont 20 millions de morts qu'il fallut déplorer. La semaine précédente le général avait indiqué que l'Ukraine déplorait 100 000 morts et blessés sur le champ de bataille et 40 000 victimes civiles. Un bilan proche de celui de l'armée russe, selon lui.
Le 29 septembre 2023, il prend son départ en retraite pour être remplacé par Charles Q. Brown Jr. en tant que chef d'État-Major. Lors de son discours à la cérémonie, il qualifie l'ancien président américain Donald Trump de « dictateur en puissance » et d'homme le plus dangereux du pays : “Now I realize he’s a total fascist. He is the most dangerous person to this country.”
Le 20 janvier 2025, au dernier jour de sa présidence, Joe Biden lui accorde une grâce préventive, destinée à empêcher toute poursuite judiciaire de la part de l'administration Trump,.

## Distinctions
| Defense Distinguished Service Medal                                              |
| Army Distinguished Service Medal avec deux feuilles de chêne en bronze           |
| Defense Superior Service Medal avec deux feuilles de chêne en bronze             |
| Legion of Merit avec deux feuilles de chêne en bronze                            |
| Bronze Star Medal avec trois feuilles de chêne en bronze                         |
| Meritorious Service Medal avec une feuille de chêne en argent                    |
| Army Commendation Medal avec quatre feuilles de chêne en bronze                  |
| Army Achievement Medal avec une feuille de chêne en bronze                       |
| Joint Meritorious Unit Award avec une feuille de chêne en bronze                 |
| Meritorious Unit Commendation avec trois feuilles de chêne en bronze             |
| National Defense Service Medal avec une service star en bronze                   |
| Armed Forces Expeditionary Medal avec deux service stars en bronze               |
| Afghanistan Campaign Medal avec trois service stars en bronze                    |
| Iraq Campaign Medal avec deux service stars en bronze                            |
| Global War on Terrorism Service Medal                                            |
| Korea Defense Service Medal                                                      |
| Humanitarian Service Medal                                                       |
| Army Service Ribbon                                                              |
| Army Overseas Service Ribbon avec un award numeral en bronze « 5 »               |
| Médaille de l'OTAN pour avoir servi avec l'ISAF, avec une service star en bronze |
| Multinational Force and Observers Medal                                          |
| Combat Infantryman Badge avec étoile                                             |
| Master Parachutist Badge                                                         |
| Ranger Tab                                                                       |
| Brevet parachutiste militaire français                                           |
| Commandeur de la Légion d'honneur en 2023                                        |